# 馬拉里耶卡高架橋

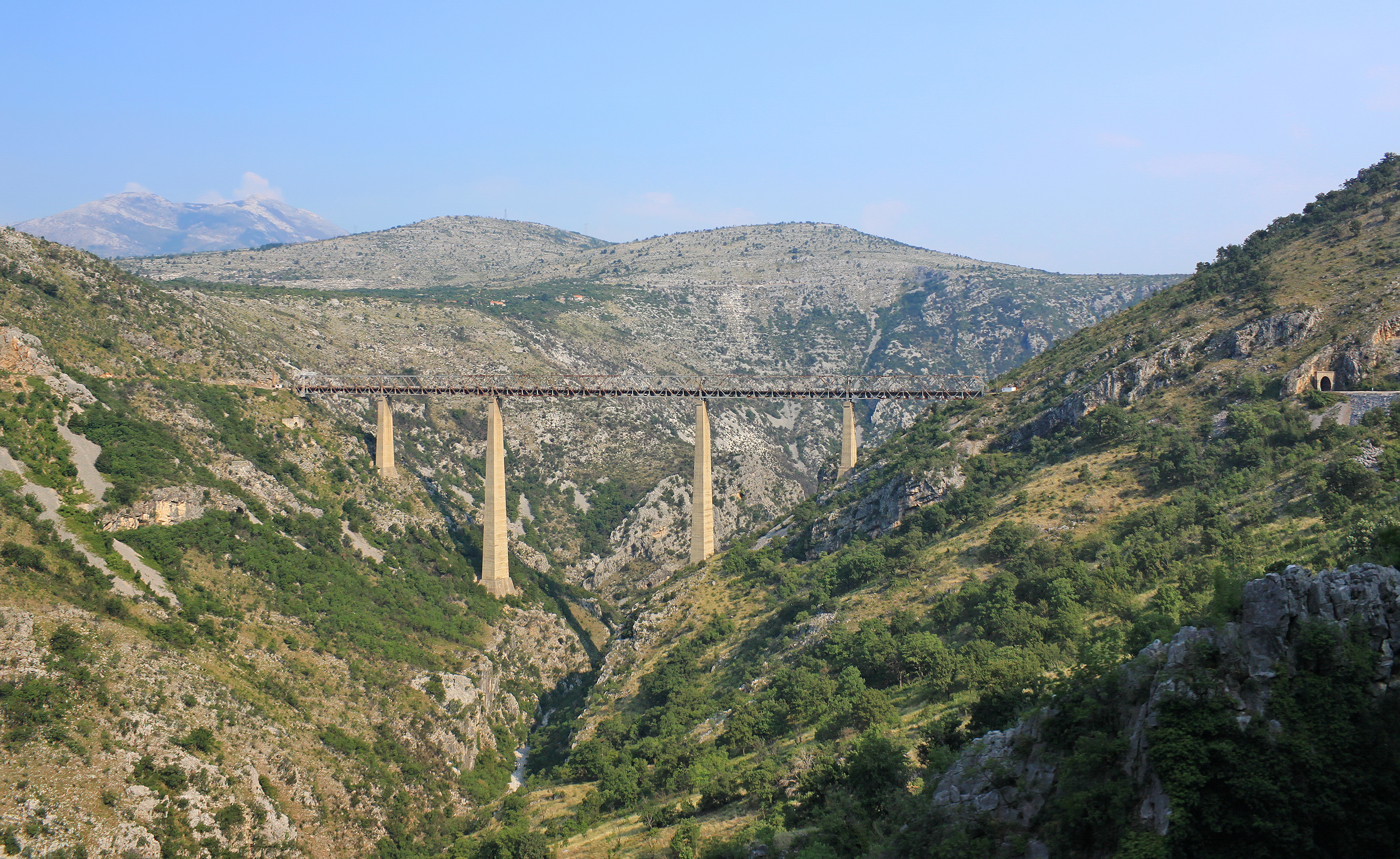
馬拉里耶卡高架橋

馬拉里耶卡高架橋（Mala Rijeka Viaduct）是蒙特內哥羅的一座鐵路高架橋，位於蒙特內哥羅首都波德戈里察以北20公里處。馬拉里耶卡高架橋是貝爾格勒-巴爾鐵路的一部分。馬拉里耶卡高架橋開工於1969年，竣工於1973年，長498.8（1,636英尺），是貝爾格勒-巴爾鐵路最長的橋樑。自竣工至2001年，馬拉里耶卡高架橋也是世界最高的鐵路橋。

## 外部連結
- Structurae数据库中Mala Rijeka Bridge的数据

- Cedric Dumont base jumping from the viaduct （页面存档备份，存于）

42°33′09″N 19°23′15″E / 42.55250°N 19.38750°E